# Даванков, Вадим Александрович
Вади́м Алекса́ндрович Даванко́в (20 ноября 1937, Москва — 2 октября 2022) — российский химик, доктор химических наук, заведующий лабораторией стереохимии сорбционных процессов ИНЭОС РАН, лауреат премии имени В. А. Каргина (2017).

## Биография
Родился 20 ноября 1937 года в Москве.
Окончил Московский химико-технологический институт имени Д. И. Менделеева (в настоящее время — Российский химико-технологический университет имени Д. И. Менделеева). Затем проходил стажировку в Дрезденском университете.
В 1962 году вернулся в СССР и начал работать в Институте элементорганических соединений АН СССР (в настоящее время — Институт элементоорганических соединений имени А. Н. Несмеянова РАН), заместитель директора института (1988—1995). Заведовал лабораторией стереохимии сорбционных процессов.
Скончался 2 октября 2022 года.

## Научная деятельность
Известен пионерскими работами по хроматографическому разделению оптически активных веществ и их внедрению в препаративную практику. Также известен работами по изучению свойств сверхсшитого полистирола.
Участвовал в работе по созданию материалов для искусственной почки.
Автор более 400 научных работ по координационной химии и химии полимеров. Назывался в числе вероятных претендентов на Нобелевскую премию в области химии.

### Общественная деятельность
- Член Американского химического общества (с 1992 года)
- Член научного совета компании CytoSorbents
- Член редколлегии ряда научных журналов

## Семья
Сыновья Александр Даванков — предприниматель, сооснователь компании Faberlic и политической партии «Новые люди» и Андрей Даванков — военный лётчик. Внучка Василиса Даванкова — фигуристка. Внук Владислав Даванков — общественный и политический деятель, кандидат на президентских выборах в России 2024 года от партии «Новые люди».

## Награды
- Государственная премия Российской Федерации в области науки и техники (в составе группы учёных, за 1996 год) — за новые принципы регулирования селективности хроматографических систем и создание сорбционных материалов
- Заслуженный деятель науки Российской Федерации
- Премия имени В. А. Каргина (совместно с М. П. Цюрюпа, за 2017 год) — за работу «Сверхсшитые полимеры»
- Chirality Medal[англ.] — медаль хиральности за 1999 год[3]